# 宝積寺 (横浜市)
宝積寺（ほうしゃくじ）は、神奈川県横浜市磯子区上町七番地にある高野山真言宗の寺院。山号は明王山、院号は不動院。本尊は不動明王。

## 歴史
江戸時代中期の火災（後述）で文書類が焼失したため開創の正式な時期は不明であるが、伝聞によると開創は1190年頃、寺号は大宝積経にちなんで名づけられたと伝えられている。『新編武蔵風土記稿』によると、1504年（永正元年）に当時の住職が堂宇を整備して中興したが、その住職の名は不詳である。1558年に住僧の頼順が再興をしたが、当時の寺の規模は不明である。白滝不動尊の記録によると、頼順が不動を祀ったのち1620年に神像を建立して、不動を体内に納め、社を立てて根岸村の鎮守にしたとある。
宝積寺が別当兼帯していた神社は白滝不動尊や根岸八幡神社など16社あったが、神仏分離により解かれた。1923年（大正12年）9月1日の関東大震災では、本堂と薬師堂は小規模な被害で済んだが、庫裏は大破した。裏山には杉の巨木があったが、改築資材とするため伐採された。
1978年に、磯子区制50周年を機に横浜磯子七福神ができると、恵比寿の札所となった。毎年元日から1月15日までは七福神巡りの朱印が用意される。
江戸中期の火災の時期については、1934年に本堂を改築した際に、取り壊された建物のほぞに「享保十八年」（1733年）と記されていたことから、それ以前であると推測される。

## 境内
堀割川左岸の高台にあり、東側の墓地裏手は根岸台の丘陵となる。明治時代に鎌倉市の豪農の屋敷から移築された山門をくぐると、左手にペット供養の納骨堂「八角堂」が現れる。正面に本堂、右手に庫裏とその裏手に墓地、左手には千体地蔵と多目的ホール「テラノホール」がある。音響設計は永田音響設計が担当し、葬儀だけでなく音楽イベントなどにも利用される。

## 仏像
本尊は不動明王で、智証大師作といわれる高さ二尺一寸ほどの両剣の木製の不動立像である。このほか、薬師如来像、千手観世音菩薩像、聖観世音菩薩像、十一面観世音菩薩像が祀られている。薬師如来像はかつて本堂に隣接した薬師堂の本尊で、横浜市内七薬師の一つであった。千手観音像は横浜市内観音33霊場の26番札所、十一面観音は弘法大師二十一ヶ寺の13番札所および新四国東国八十八ヶ所霊場の52番札所となっている。

## 交通
- 横浜市営バス・京浜急行バス　根岸橋バス停より徒歩4分[10]